# 31474 Advaithanand
31474 Advaithanand è un asteroide della fascia principale. Scoperto nel 1999, presenta un'orbita caratterizzata da un semiasse maggiore pari a 2,3027227 UA e da un'eccentricità di 0,0747560, inclinata di 4,80566° rispetto all'eclittica.